# بيرالس ديل بورتو
بلدية بيرالس ديل بورتو (بالإسبانية: Perales del Puerto)‏، هي بلدية تقع في مقاطعة قصرش والتي تقع في منطقة إكستريمادورا، غرب إسبانيا.
يبلغ عدد سكانها 1.015 نسمة وفقاً لإحصائية سنة (2002).